# Louis de Forbin
Louis Nicolas Philippe Auguste de Forbin (La Roque-d'Anthéron, 19 agosto 1777 – Parigi, 1841) è stato un pittore e scrittore francese.

## Biografia
Discendente da una delle famiglie più antiche della Provenza, nacque al castello di La Roque-d'Anthéron (Bocche del Rodano) il 19 agosto 1777, e frequentò sin dall'infanzia François Marius Granet. Vide morire sotto i suoi occhi il padre e lo zio durante l'assedio lionese della Convenzione nazionale.
Fu aiutato dal disegnatore Jean-Jacques de Boissieu, che lo introdusse alla pratica della propria arte. A Aix divenne allievo di Abraham Constantin.
Si stabilì a Parigi dove prese lezioni da Demarne, ma lo lasciò presto per l'atelier di Jacques Louis David, esponendo la prima opera di un certo valore nel 1796. Pur ridotto in povertà, non aveva perduto una certa nobiltà di carattere e una grande raffinatezza di maniere che gli permisero di intrattenere rapporti con l'alta società. Molto stimato negli ambienti altolocati, sposò nel 1799 una giovane ricchissima, Mlle de Dortan.

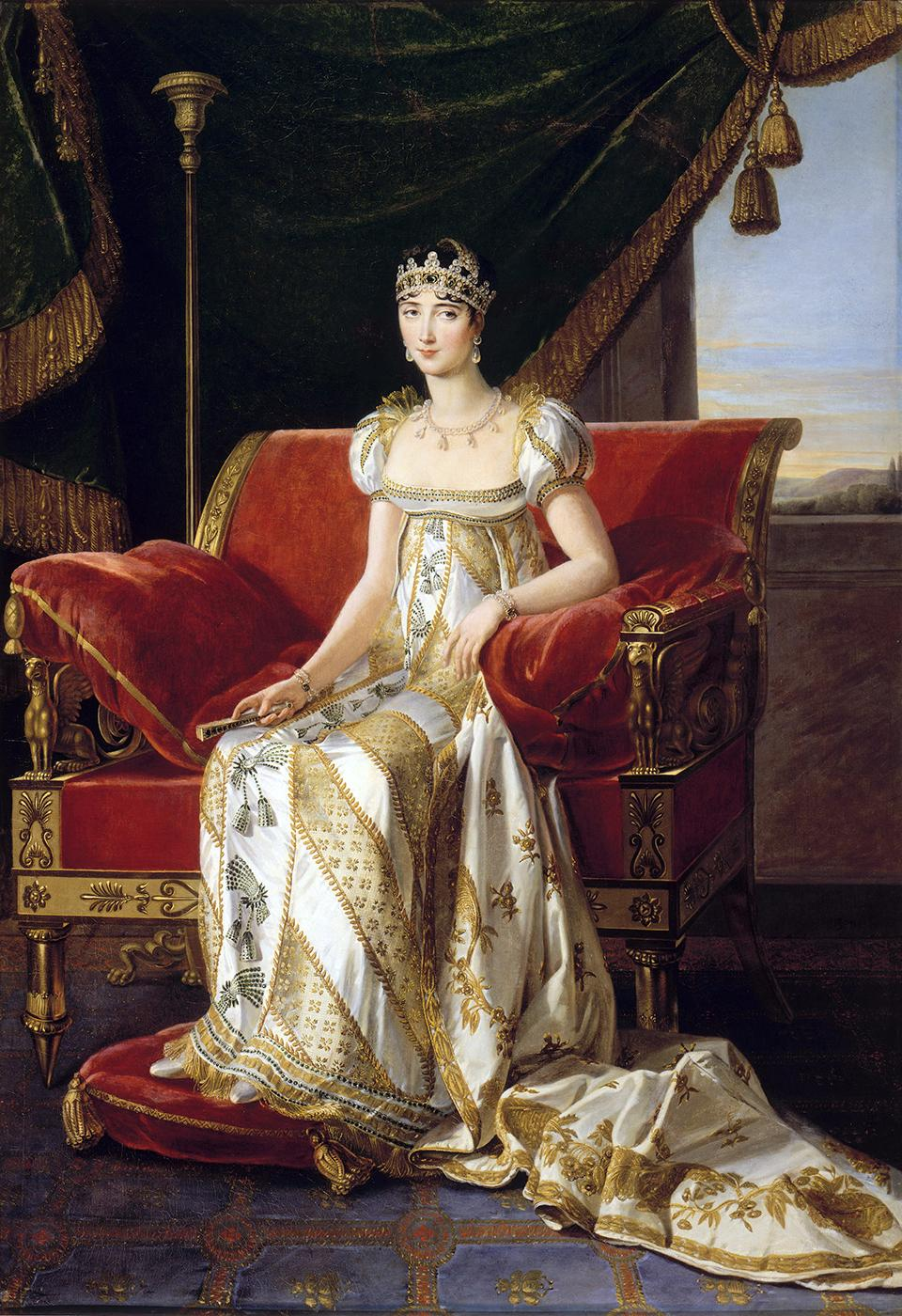
Paolina Bonaparte

Dopo aver servito in un reggimento di cavalleria fece un viaggio in Italia, dove venne nominato ciambellano della corte di Paolina Bonaparte, sorella dell'imperatore.
La principessa Borghese provò per lui sin dall'inizio una forte simpatia che presto si tramutò in amore: in breve tempo Forbin, che aveva nel frattempo colpito anche la duchessa d'Abrantés, diventò amante di Paolina, nel periodo in cui anche il compositore torinese Felice Blangini godeva dei favori della nobildonna. Con lei ebbe un rapporto che lo pone su un piano diverso rispetto a quello degli innumerevoli amanti della sorella di Napoleone: con Forbin il rapporto non fu solo frivolo e vacuo, ma ebbe una profondità che colpì la donna, che, quando si sentì prossima alla morte due decenni più tardi, ricordò con particolare tenerezza un uomo diverso dagli altri.
Intanto però cadde in disgrazia presso Paolina, e fu inviato da Napoleone in Portogallo.
Nel 1815 fu nominato direttore dei musei reali, ingrandì il Louvre e ne stabilì uno al Luxembourg per le opere dei pittori ancora viventi.
Nel 1817 si imbarcò a Tolone e intraprese un viaggio in Medio Oriente assieme ai pittori Pierre Prévost e Léon Matthieu Cochereau (quest'ultimo morirà durante il viaggio) e all'architetto Jean-Nicolas Huyot. Il 24 aprile 1818 giunse al lazzaretto di Marsiglia.
Durante la Restaurazione, eletto membro libero dell'Accademia di Belle Arti e insignito nel 1819 della decorazione dell'Ordine di san Michele da Luigi XVIII, diventò direttore del Louvre al posto di Vivant Denon.
Morì nel 1841, e fu inumato al cimitero Saint-Pierre di Aix-en-Provence.
Oltre a numerosi quadri, ci ha lasciato il romanzo Charles Barrimore e alcuni ricordi di viaggio.

## Opere
Dipinti:
- L'éruption du Vésuve
- Mort de Pline

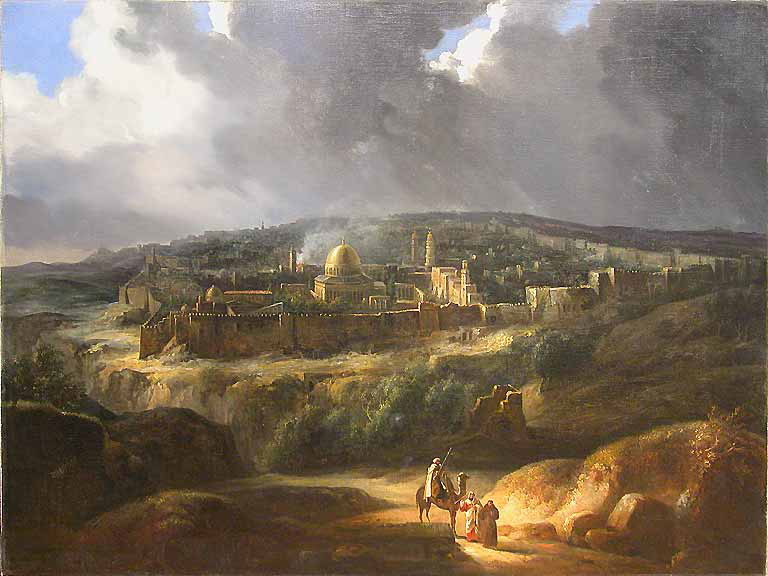
Vue de Jérusalem, prise de la vallèe de Josaphat, Louvre

- Consalvo di Cordova visita l'Alhambra al chiaro di luna
- L'incendio di Granada
- Vision d'Ossian, 1806
- Procession des Pénitents noirs, 1806
- Religion au tribunal de l'Inquisition, 1817
- Cloître de Santa Maria Novella à Florence, 1817
- Inès de Castro couronnée après sa mort, 1819
- Campo Santo à Pise.
- Vue de Jérusalem, prise de la vallée de Josaphat, 1831

Un mois à Venise, 1825

Scritti :
- Voyage dans le Levant, 1819
- Souvenirs de Sicile, 1823
- Un mois à Venise, 1824
- Charles Barrimore.